# Luster
Luster é uma comuna da Noruega, com 2 702 km² de área e 4 926 habitantes (censo de 2004). 

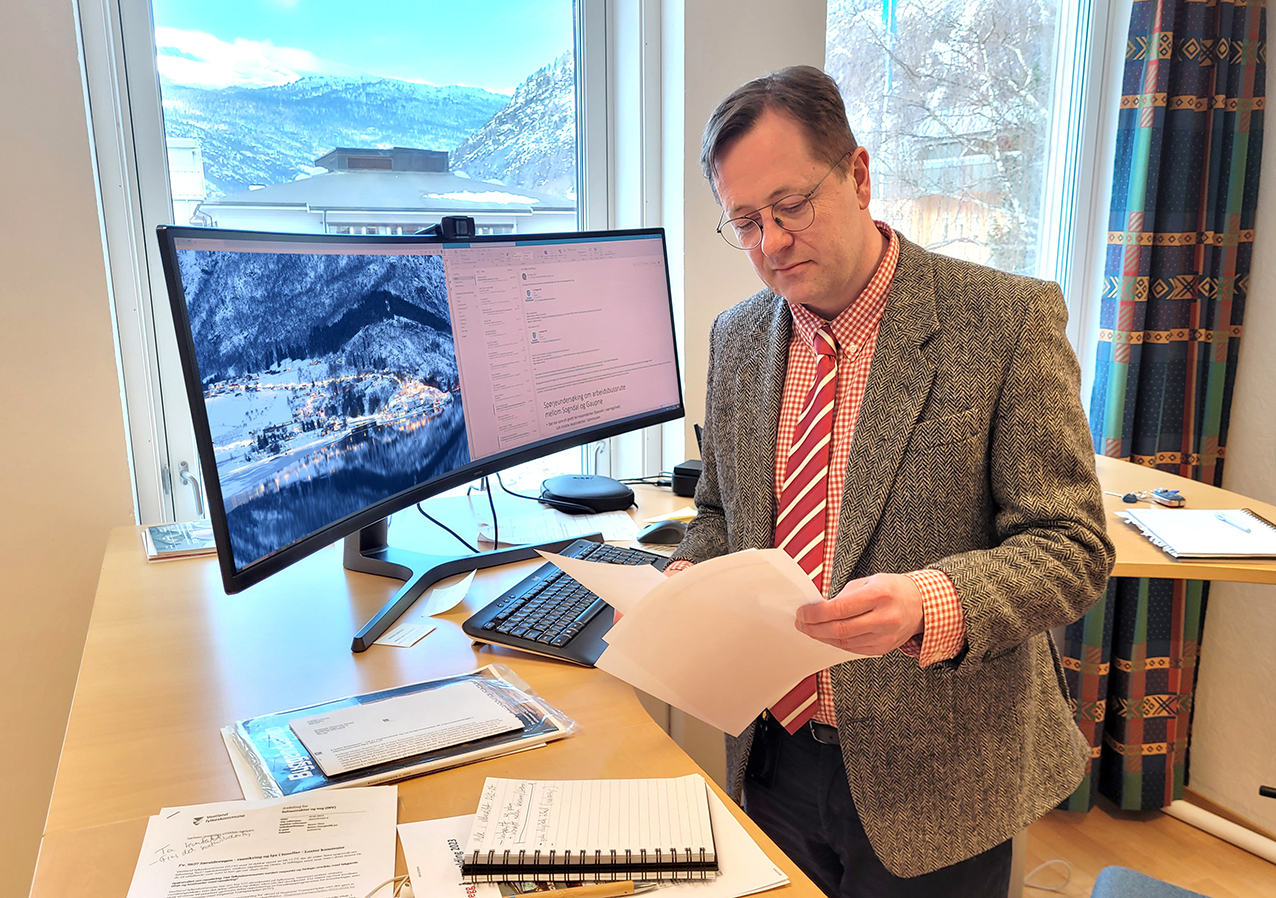
Prefeito Andreas Wollnick Wiese, Luster (2024)